# Robert Stobo
Robert Stobo, född 7 oktober 1726 i Glasgow, död den 19 juni 1770 i Chatham, var en skotsk officer i virginsk och brittisk tjänst. Stobo lämnades av George Washington som gisslan till fransmännen efter överfallet på Jumonville. Han dömdes till döden för spioneri i Québec, men domen verkställdes inte och han lyckades rymma. Stobo hyllades som hjälte i Virginia och deltog i det fransk-indianska kriget i Kanada och Sjuårskriget på Martinique och Kuba. Återkommen till England sköt han sig i kasernen i Chatham 1770.

## Ungdom och tidigt liv

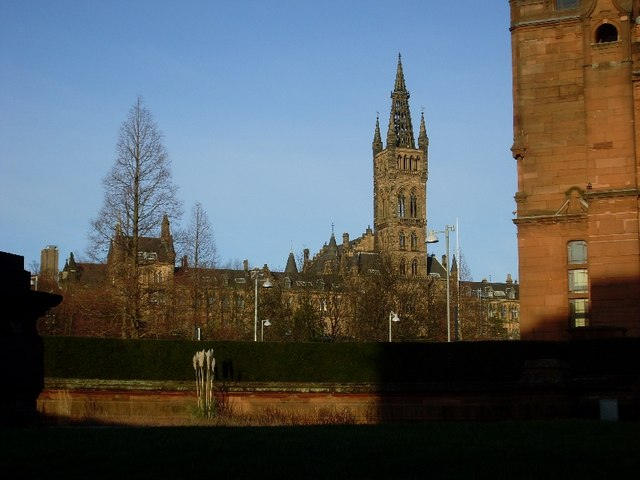
Glasgow University

Robert Stobo studerade först vid University of Glasgow, men blev vid föräldrarnas död 1742 skickad som faktorslärling till Petersburg, Virginia. När han blev myndig sålde han sin arvejord och använde kapitalet för att bli köpman i staden. Han var en avlägsen släkting och vän till guvernör Robert Dinwiddie och tillbringade ofta sin fritid i guvernörsresidenset i Williamsburg.

## Officer i Virginia

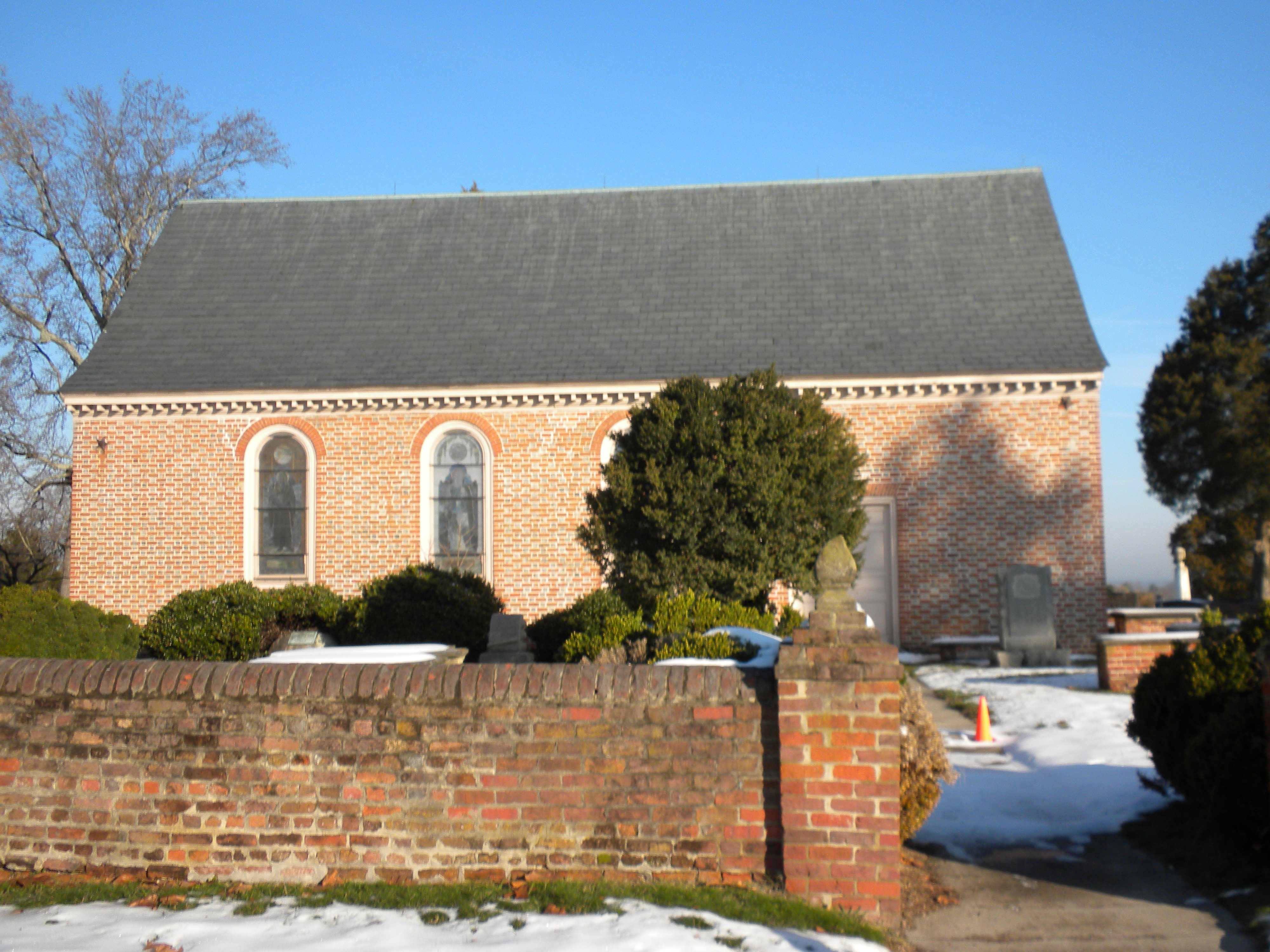
Kyrkan i Petersburg uppfördes 1735.

Markspekulanter från Virginia hade genom Ohiokompaniet börjat anlägga handelsstationer och utsyna lämpliga platser för nybyggare att bosätta sig i Ohiodalen, vilken av fransmännen betraktades som tillhörande Nya Frankrike. Som svar på vad fransmännen såg som Ohiokompaniets aggression började dessa anlägga en försvarslinje längs Venangoleden. 1754 började kompaniet bygga en skans där Monongahelafloden flyter samman med Alleghenyfloden för att bilda Ohiofloden. Guvernör Dinwiddie, som var en ledande medlem av Ohiokompaniet utnämnde kompaniets byggmästare till officerare och timmermännen mönstrades som soldater vid Virginias provinstrupper (Virginia Regiment). 
En fransk-kanadensisk truppstyrka tvingade dock kompaniet att avbryta sina arbeten och istället började de anlägga Fort Duquesne på platsen. Virginias guvernör Robert Dinwiddie beordrade därför överstelöjtnanten i Virginiaregementet George Washington, vilken också var en aktieägare i Ohiokompaniet, att med en truppstyrka avhysa fransmännen.

## Gisslan i Fort Duquesne

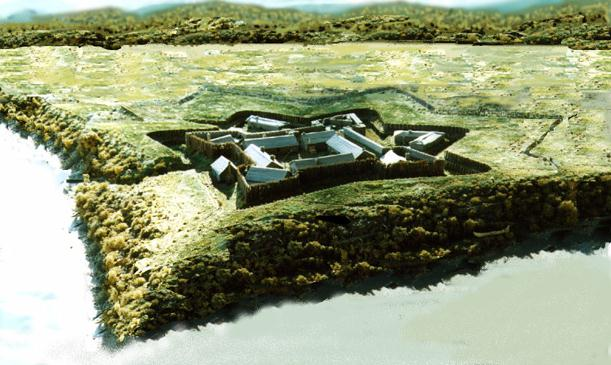
Den franska skansen Fort Duquesne.

Till Washingtons trupper hörde Robert Stobo, som guvernör Dinwiddie utnämnts till kapten i Virginiaregementet. Efter Washingtons överfall på Jumonville sände den franske kommendanten ut en större truppstyrka inför vilken Washington och hans trupper tvingades att kapitulera. Som säkerhet för att de fångar som Washington tagits skulle återlämnas tog fransmännen två gisslan, kapten Jacob van Braam och kapten Stobo. Vid Fort Duquesne påträffade Stobo åtta soldater från sitt regemente vilka hade tagits tillfånga av indianer efter att kapitulationen skett. Stobo drog därför slutsatsen att fransmännen hade brutit mot kapitulationsvillkoren och att han var löst från sina förpliktelser som gisslan. Han ritade en skalenlig skiss över fortet och skrev ett brev till Dinwiddie, där denne uppmanades att inte återlämna de franska krigsfångarna. Skissen och brevet överlämnades av en vänligt sinnad indian till Dinwiddie och gavs till general Edward Braddock, när han påföljande vår anlände till Alexandria, Virginia med en större brittisk truppstyrka.

## Spionanklagad i Montréal

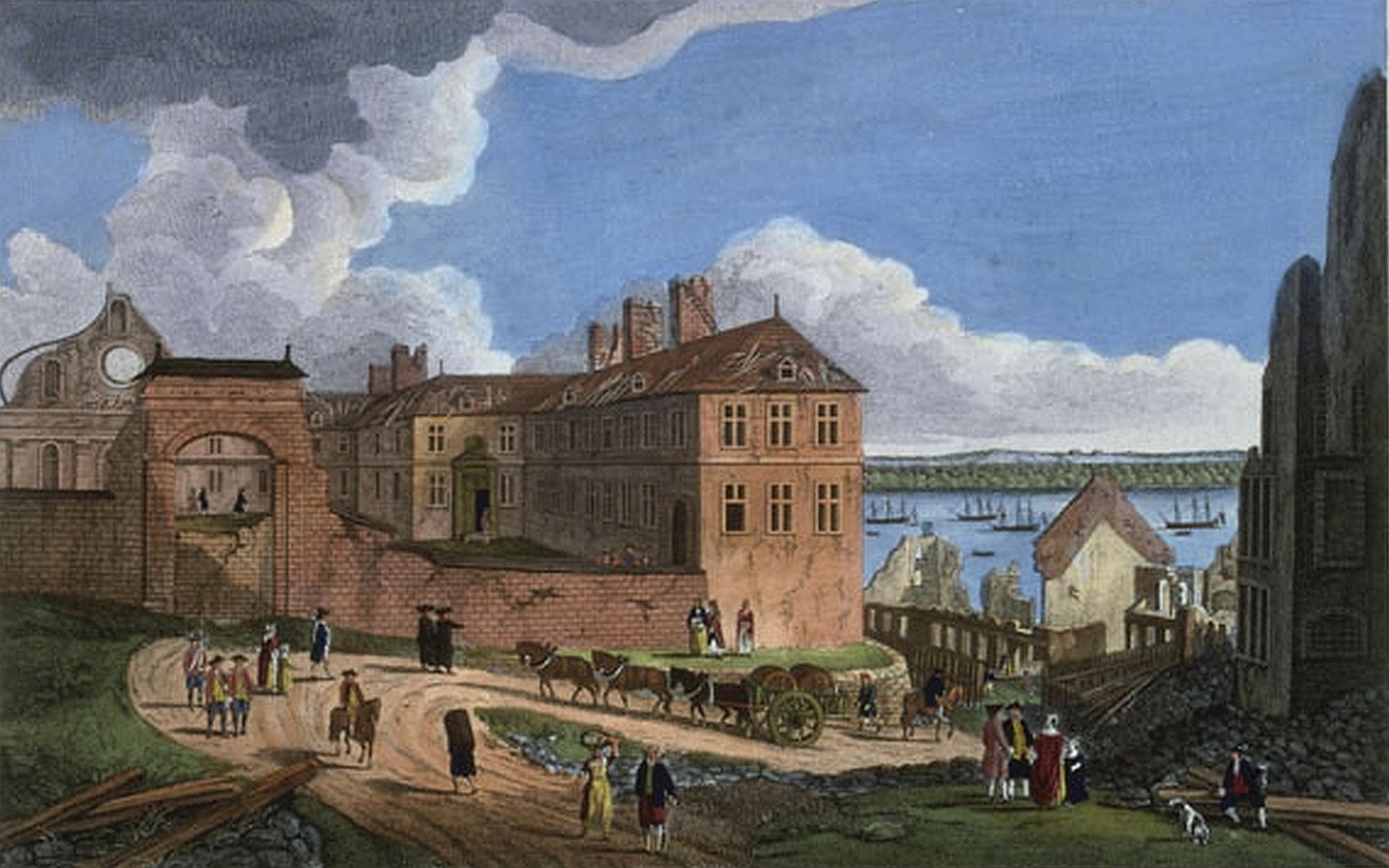
Québec på 1760-talet.

Då Dinwiddie inte överlämnade de franska fångar han höll, togs Robert Stobo till Québec medan och Jacob van Braam fördes till Montréal. Stobo fick fritt umgås i de bästa kretsar och till och med satsa pengar i ett handelsföretag. Men när Braddocks trupper tillintetgjorts när de försökte erövra Fort Duquesne, fann fransmännen Stobos brev med hans underskrift bland den stupade generalens efterlämnade papper. Stobo och van Braam rannskades då inför en militärdomstol i Montréal anklagade för att de brutit sitt hedersord och spionerat. Braam frikändes från alla anklagelser men Stobo dömdes till döden. Den franska regeringen hade dock redan i förväg bestämt att domen inte skulle gå i verkställighet, eftersom man hyste dubier om att krigsfolkrätten medgav att man rannskakade och dömde gisslan för en gärning som begåtts i fredstid. Stobos brev kom dock att användas i den franska propagandan, då det citerades i en vida spridd flygskrift som bevis på Storbritanniens aggression.

## Hjälte i Willamsburg

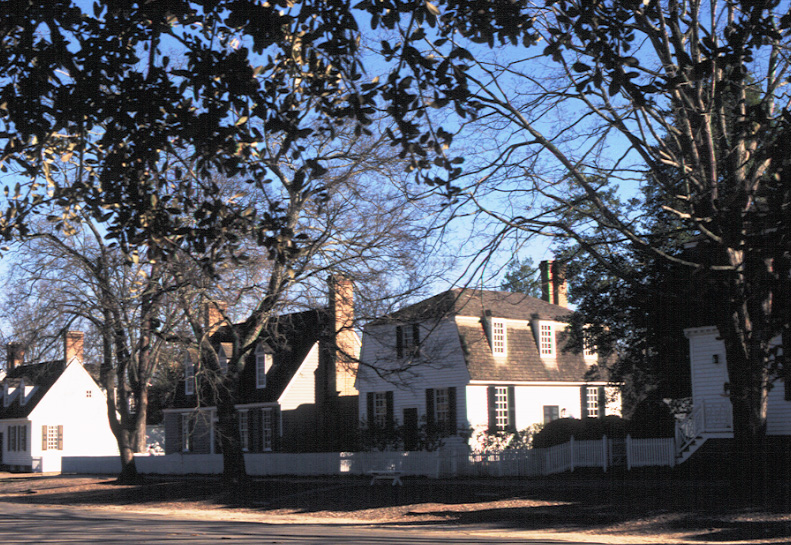
Williamsburg, Virginia

Robert Stobo rymde två gånger och blev två gånger infångad. Vid det tredje försöktet 1759 lyckades han tillsammans med flera andra amerikanska fångar kapa en fransk skonare, med vilken de seglade till Louisbourg, som då fallit för de brittiska trupperna. Där blev han, som under tiden blivit befordrad till major i Virginiaregementet, kommenderad som stabsofficer vid general Wolfes stab. Efter Quebecs erövring återvände Stobo 1760 till Williamsburg med ett rekommendationsbrev från general Amherst. Där fick han en penningsbelöning om 1 000 virginiapund och den lagstiftande församlingens tack.

## Officer i Storbritannien

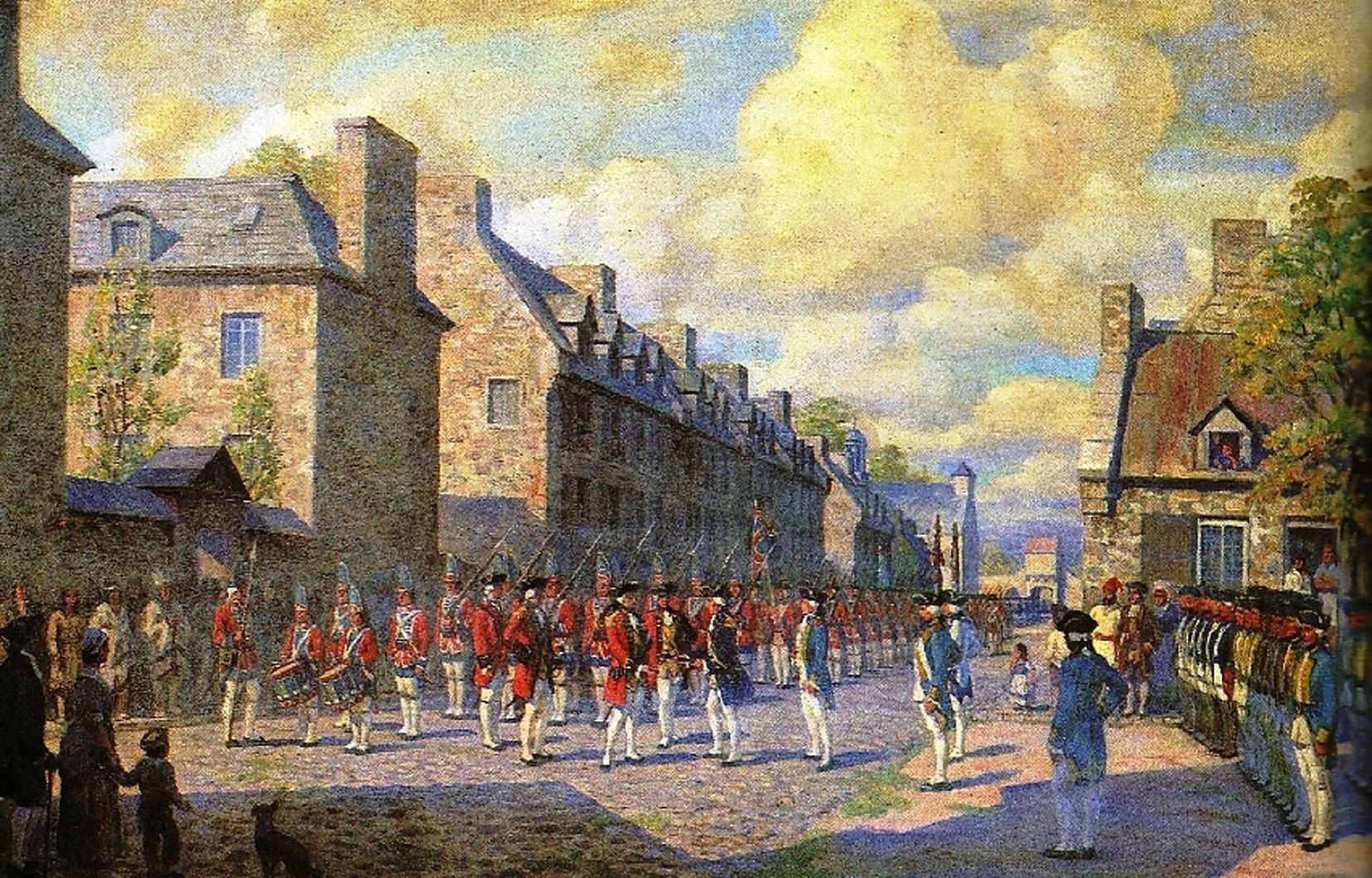
De brittiska trupperna marscherar in i Montréal.

Robert Stobo reste nu till London i syfte att få anställning i den brittiska armén. Han fick träffaWilliam Pitt och fick av denne, utan officersackord, kunglig fullmakt som kapten vid Amhersts regemente. Han återvände sedan till Nordamerika och sitt nya regemente, där han kunde delta i inmarschen i Montréal. Regementet låg i garnison i Kanada till våren då det deltog i den brittiska erövringen av Martinique och Havanna, varvid Stobo sårades. Regementet återvände till Québec och den tillfrisknade Stobo förenades med det på hösten 1763.

## Självmördare i Chatham
Robert Stobo återvände till England med sitt regemente sommaren 1768 och tjänstgjorde i kasernerna i Chatham. Han led av sitt kubanska sår och drevs av grubbel över befordran och egendom till dryckenskap. Det slutade med att han sköt sig i kasernen. Släktingarna lyckades dock dölja självmordet så väl, att det inte uppdagades för eftervärlden förrän 1965.